# Lexovisaurus
Lexovisaurus (лат.) — вымерший род птицетазовых динозавров из группы стегозавров, окаменелые остатки которого были обнаружены в отложениях среднего и позднего юрского периода (165,7-164,7 млн лет назад) в Великобритании и Франции.

## Открытие, наименование и таксономия
В начале 1880-х годов коллекционер Альфред Николсон Лидс (Alfred Nicholson Leeds) приобрёл фрагменты скелета динозавра, найденные в небольшом кирпичном карьере в деревне Танхольт (Кембриджшир). В сентябре 1885 года останки были показаны палеонтологу Генри Вудворду. Позже было высказано ошибочное предположение, что находка была сделана в промышленных кирпичных карьерах в Флеттоне, откуда обычно Лидс получал образцы. В 1887 году окаменелость была описана John Whitaker Hulke в качестве нового вида Omosaurus — Omosaurus durobrivensis. 30 мая 1892 года образец был куплен Музеем естественной истории (Лондоне).
Голотип NHMUK R1989 был найден в формации Oxford Clay, в частности в биозоне Kosmoceras jason, датируемой средним келловеем. Hulke ошибочно предполагал, что он происходил из более молодой формации Kimmeridge Clay. Он состоит из крестца, пяти позвонков и двух подвздошных костей. К этому таксону были отнесены и другие кости, в том числе две пластины, предположительно являвшиеся частью кожной брони. 22 августа 1888 года Отниел Чарлз Марш изучил коллекцию Лидса и заключил, что эти находки принадлежат гигантской рыбе, которую в 1889 году Артур Смит Вудворд описал как Leedsichthys (пластины были частью крыши черепа этой рыбы).

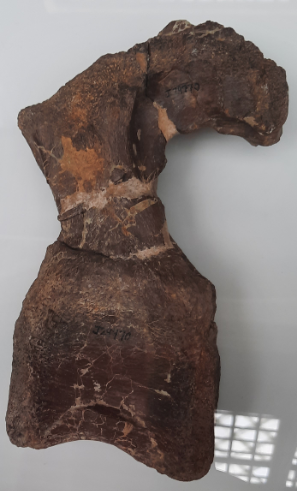
Образец PAL-J.029827, шейный позвонок (?7-?10) из формации Sharp’s Hill, обнаруженный в 1968 году

В 1915 году Omosaurus durobrivensis был переименован в Dacentrurus durobrivensis, так как название Omosaurus уже было занято, на что Марш указал ещё в 1870-х годах. В 1957 году французский палеонтолог Robert Hoffstetter создал для этого вида отдельный род Lexovisaurus (родовое название происходит от галльского племени лексовии, проживавших на территории Нормандии, где было обнаружено несколько экземпляров костей стегозавров, которые Hoffstetter отнёс к Lexovisaurus). Hoffstetter также упомянул гораздо более полный скелет стегозавра, обнаруженный в 1901 году (образец BMNH R3167), который в 1911 году был описан как Stegosaurus priscus (ныне выделен в отдельный род Loricatosaurus).
Впоследствии, в 1964 году, Оскар Кун отнёс «Omosaurus leedsi», (nomen nudum, названный фон Хюне в 1901 году) к роду Lexovisaurus как новый вид — Lexovisaurus leedsi. В 1983 году Питер Гальтон переименовал Omosaurus vetustus (описан фон Хюне в 1910 году) в Lexovisaurus vetustus. Однако в 2008 году Maidment и её коллеги пришли к выводу, что голотип Lexovisaurus, BMNH R1989, не является диагностичным, поэтому они отделили BMNH R3167 и французские находки в род Loricatosaurus. Это сделало Lexovisaurus nomen dubium. Другие исследователи, объединяя английский материал, собранный Лидсом, считают Lexovisaurus действительным таксоном. В то же время, Omosaurus vetustus был переименован в «Eoplophysis» (в настоящее время остаётся nomen nudum), а «Omosaurus leedsi» (ошибочно обозначенный как nomen dubium Maidment и др. в работе 2008 года) также был отнесён к Loricatosaurus.

## Описание

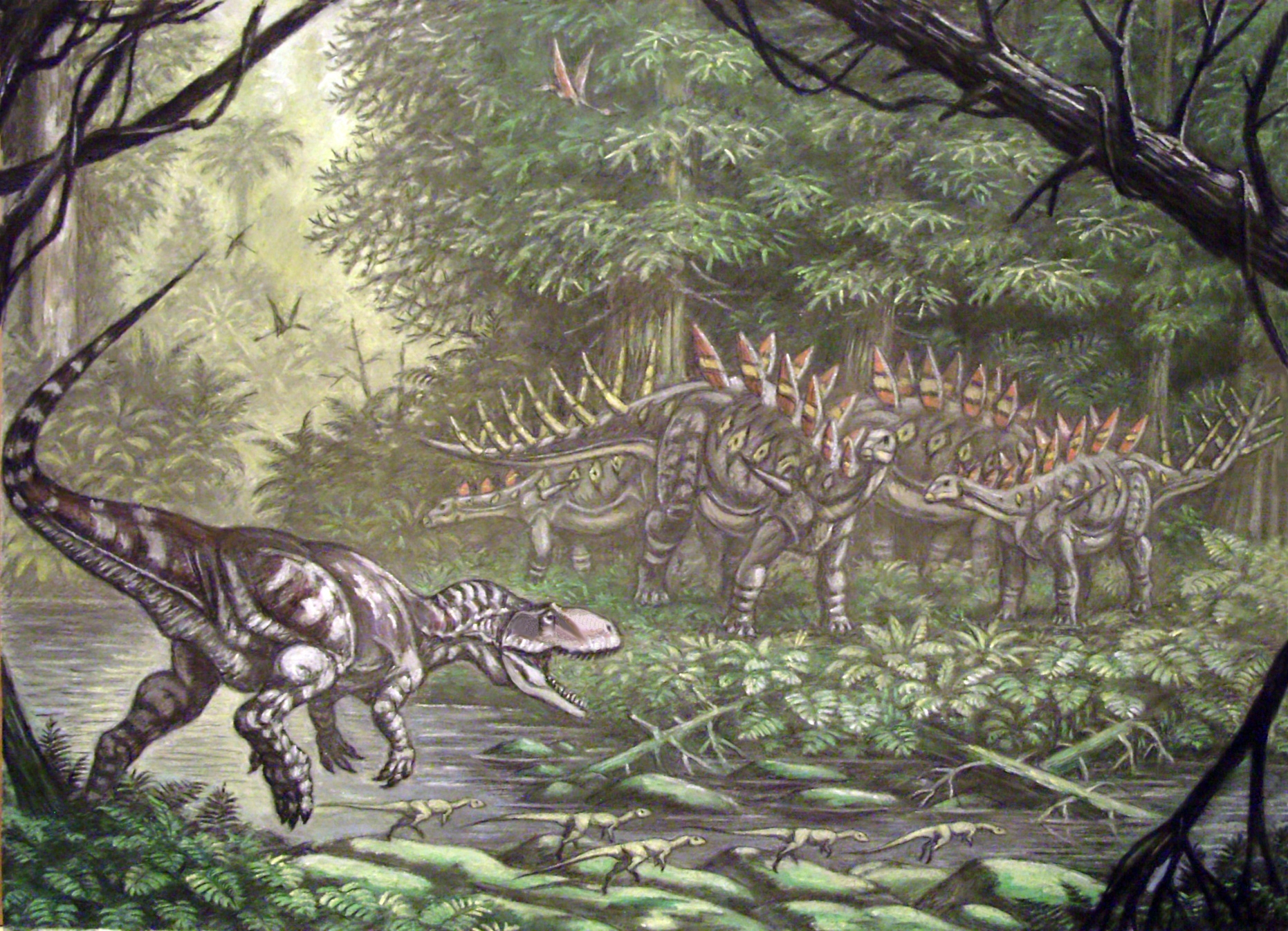
Реконструкция Eustreptospondylus и Lexovisaurus, остатки которых были найдены в формации Oxford Clay

Lexovisaurus был стегозавром среднего размера, достигавшим длины 6 метров и веса 2 тонн. Голотип имеет типичное для стегозавров строение; ширина таза — 114 см. Частью материала, описанного Hulke, была левая бедренная кость (образец BMNH R1991) длиной 99 см. Материал из Флеттона и Нормандии демонстрирует сочетание узких плоских спинных пластин и круглых в поперечном сечении заостренных шипов, шедших вдоль хвоста. Был обнаружен большой шип, который Hoffstetter помещал на плечо, Galton — на бедро, а Maidment — на хвост.